# Karimama (Benin)

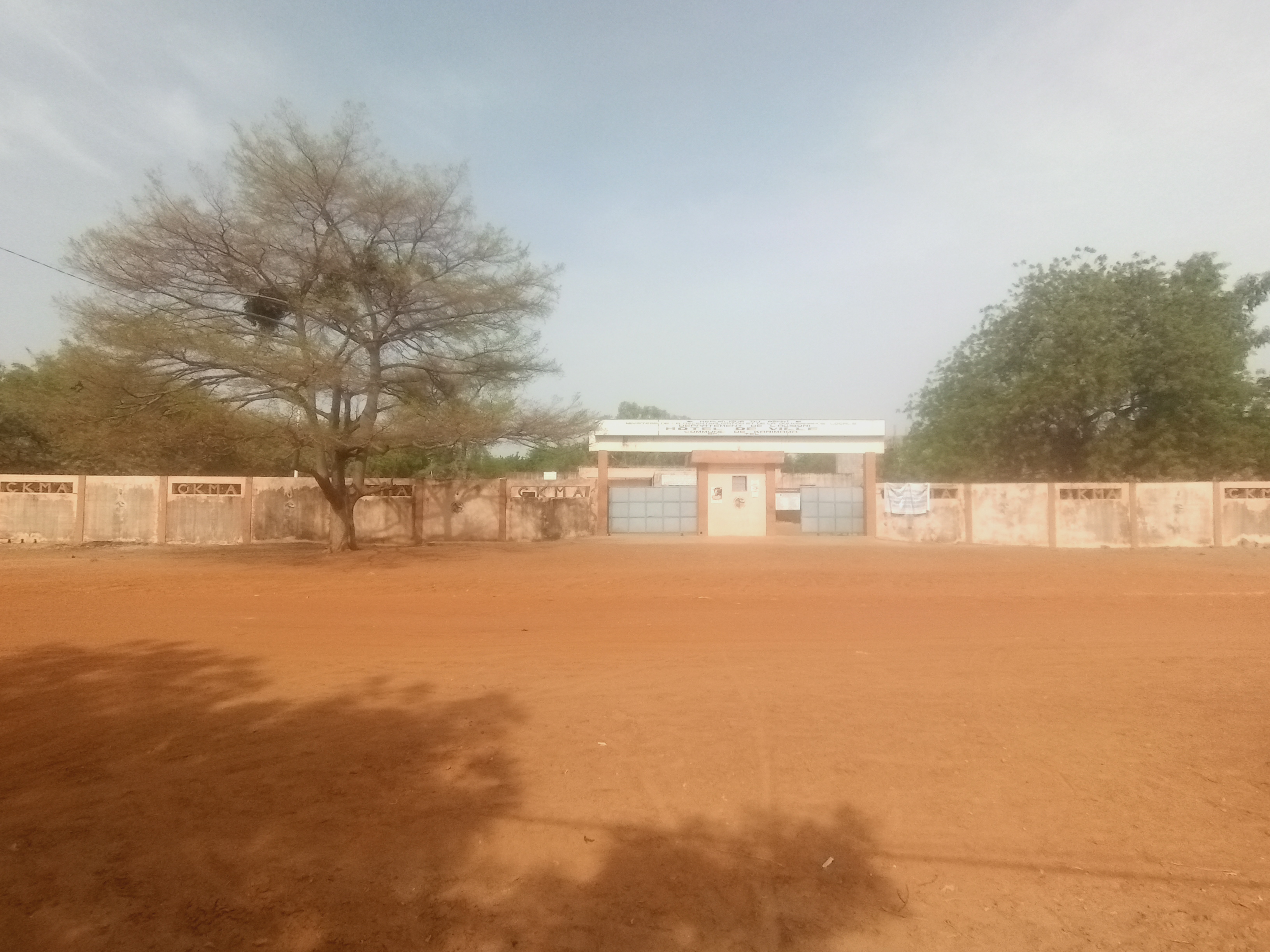
Hôtel de ville (Mairie) von Karimama (2022)

Karimama ist eine Kommune sowie ein Arrondissement im Departement Alibori in Benin. Gemäß der Volkszählung von 2013 hatte Karimama als Kommune 66.353 Einwohner, davon waren 33.149 männlich und 33.204 weiblich, sowie als Arrondissement 11.901 Einwohner, davon 6064 männlich und 5837 weiblich.

## Persönlichkeiten
- Nassirou Bako-Arifari (* 1962), Hochschullehrer und Politiker